# Тхонми Самбхота
Тхонми Самбхота (тиб. ཐོན་མི་སམྦྷོ་ཊ།, VII в.) — тибетский деятель, с именем которого традиционно связывается создание тибетского письма и начало переводческой деятельности на Тибете. Предположительно, был первым министром при дворе Сонгцэна Гампо и регентом после его смерти (ок. 650 г.).
Жизнь Тхонми Самбхота во многом окружена легендами. По некоторым источникам, он родился в 619 году. Тонми — название тибетского рода, к которому он принадлежал. Имя Самбхота является санскритским и состоит из двух частей: «sam» — «учёный», и «bhota» — «Тибет».
Император Сонгцэн Гампо обратил внимание на развитый интеллект Тхонми, когда тот был ещё в раннем возрасте. В 633 году он был отправлен подростком вместе с другими молодыми людьми в Индию с целью изучения писаний и создания тибетской письменности. После возвращения они создали тибетский алфавит, грамматику, переводили буддийские тексты, заложили основы тибетского буддизма. Самбхота совместно с одним из учёных индийцев перевёл с санскрита на тибетский язык 21 сутру.